# Schaffhauserplatz

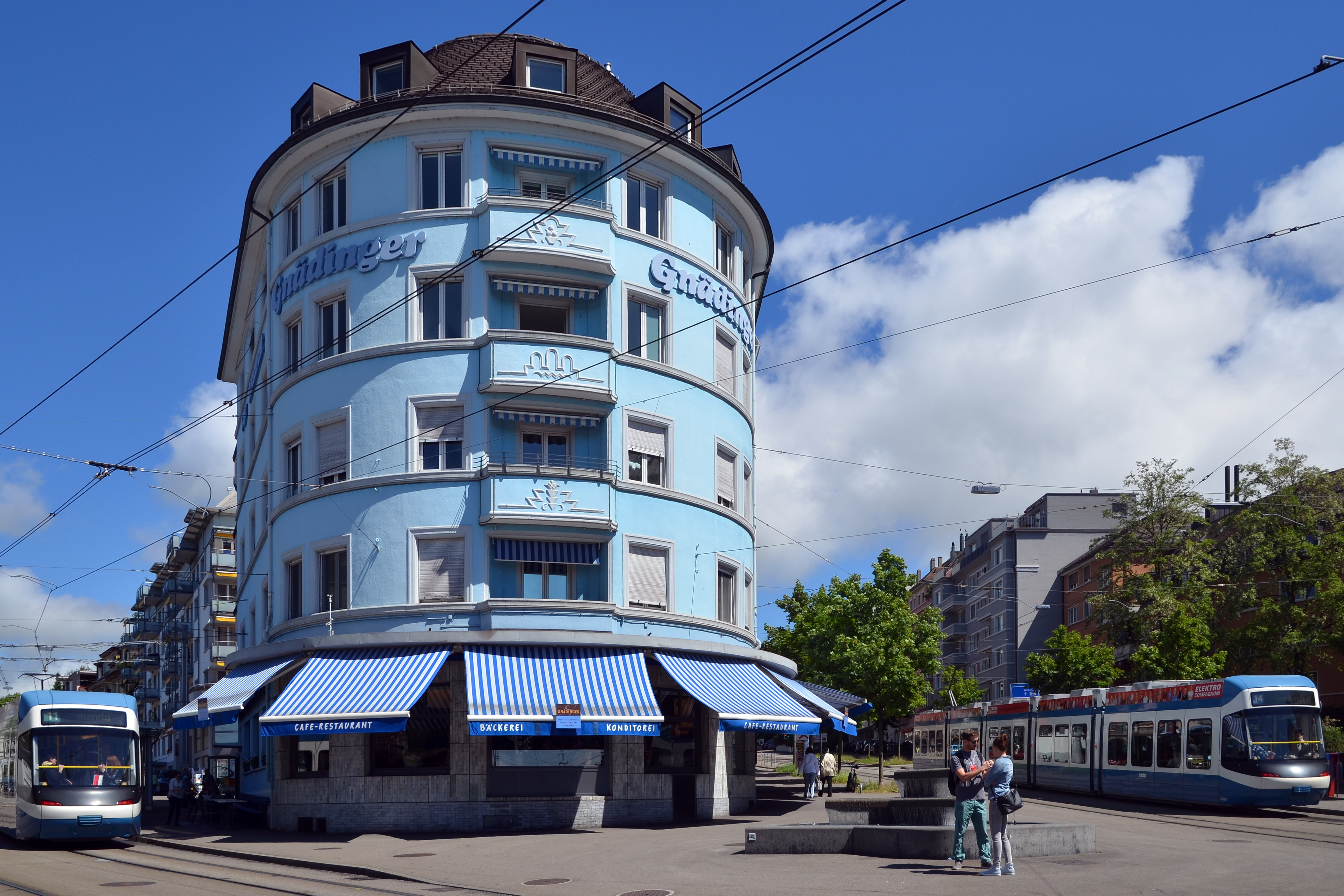
Das Café Gnädinger, flankiert von Trams der Linien 11 und 14

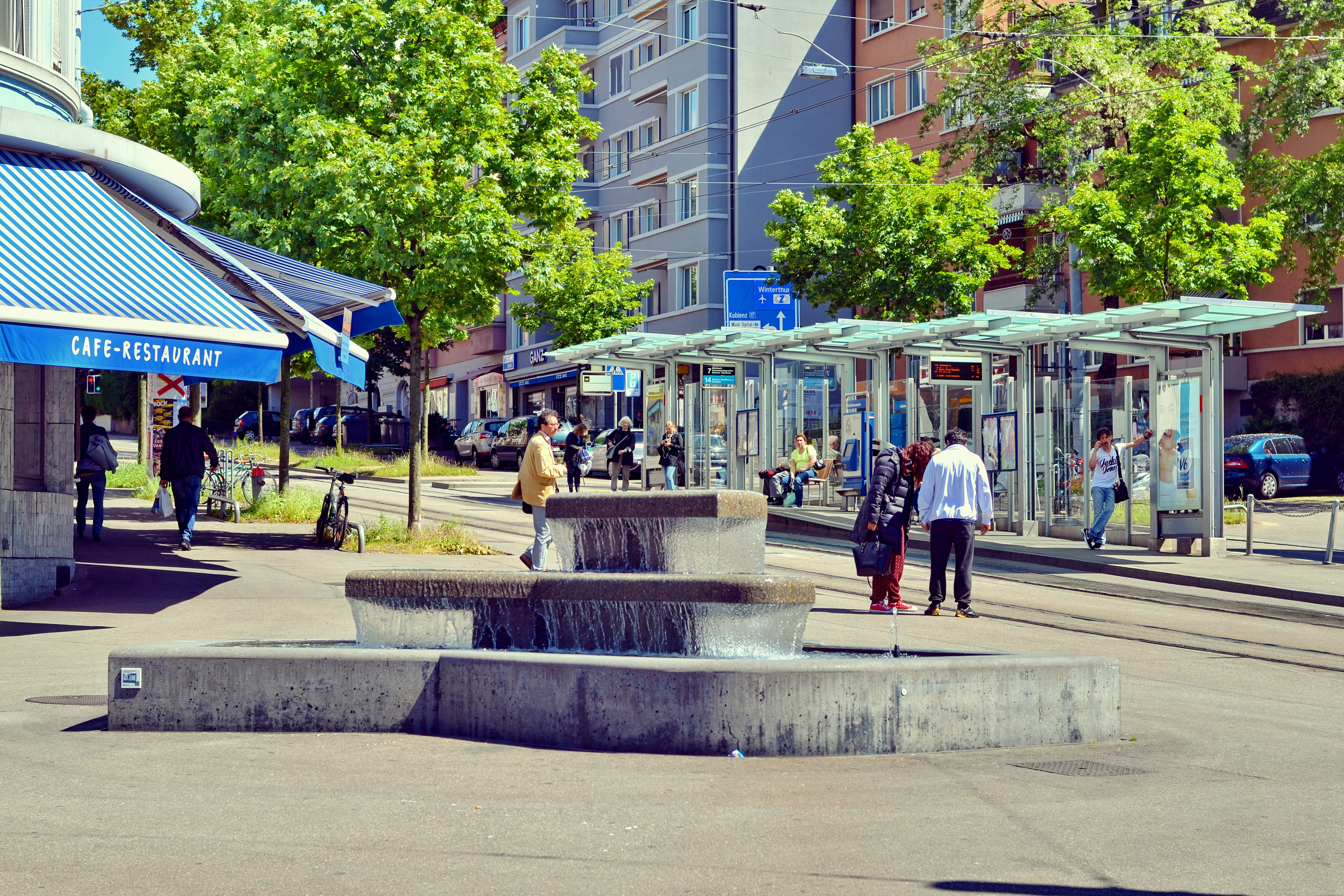
Der Brunnen des Künstlerduos Lang/Baumann

Der Schaffhauserplatz ist ein Platz in Unterstrass in der Stadt Zürich. Der Platz liegt an der Schaffhauserstrasse, die früher Untere Strasse genannt wurde (namensgebend für das Quartier Unterstrass) und als Landstrasse bis nach Schaffhausen führte. Er ist ein Quartierzentrum mit zahlreichen Geschäften und ein wichtiger Verkehrsknotenpunkt zwischen dem Stadtzentrum und Zürich-Nord.

## Verkehr
Am Schaffhauserplatz stossen die viel befahrenen Schaffhauser-, Weinberg-, Rotbuch- und Hofwiesenstrasse zusammen. Im Zentrum des Platzes liegt eine Haltestelle der vier Tramlinien 7, 11, 14 und 15. Ausserdem hält der Trolleybus 33 am Schaffhauserplatz.

## Geschichte
Der Platz erhielt seinen Namen 1929. In diese Zeit um 1930 fällt die Urbanisierung des Gebiets, die Verwandlung der Kreuzung in den urbanen Schaffhauserplatz, der Bau der umgebenden Gebäude, die Anlage der Hofwiesenstrasse zwischen Schaffhauserplatz und Bucheggplatz sowie die Überbauung dieses Gebiets, zum Beispiel mit der Wohnsiedlung Birkenhof und dem Schulhaus Milchbuck (1929).
2003 wurde der Platz umgestaltet und aufgewertet, die Haltestellen wurden zum Teil verlegt. Zwischen der Bäckerei und der Tramhaltestelle steht seither ein Brunnen des Künstlerduos Lang/Baumann.
2021 verschwanden am Schaffhauserplatz zwei Traditionsgeschäfte mit hohem Bekanntheitsgrad: Die 1942 gegründete Bäckerei Gnädinger wurde im Februar 2021 von der Walter Buchmann AG übernommen, und der 1974 gegründete Fussball-Corner Oechslin, der Fussball-Pionier im Schweizer Detailhandel, wurde nach der Übernahme durch 11teamsports im Oktober 2021 geschlossen.